# Rosemary Joyce
Rosemary A. Joyce (nacida en 1956) es una antropóloga y arqueóloga social estadounidense que se ha especializado en investigaciones en Honduras . Pudieron confirmar arqueológicamente que el chocolate era un subproducto de la fermentación de la cerveza . También es experta en evaluar los registros arqueológicos de la sociedad y las implicaciones que la sexualidad y el género juegan en la cultura.

## Investigación
Joyce ha realizado arqueología social en Honduras desde 1977, centrándose en el análisis de los hogares, la cerámica  y los roles culturales del sexo y el género que se encuentran tanto en los restos materiales como en los restos físicos de las sociedades mesoamericanas . Centroamérica y México fueron regiones donde la sexualidad y el género en las sociedades antiguas comenzaron a estudiarse en la década de 1960. La iconografía mostraba que las mujeres habían ocupado puestos de poder en la sociedad, aunque los hombres aparecían más a menudo que las mujeres. Joyce ha afirmado que las obras artísticas muestran que los hombres jóvenes a menudo eran sujetos vistos tanto por hombres como por mujeres, lo que indica un espectro de género más fluido . En un estudio comparativo realizado en conjunto con Lynn Meskell, quien ha realizado estudios similares sobre la sociedad egipcia antigua, Joyce y Meskell contrastan la civilización maya y la del Nuevo Reino de Egipto . Por un lado, ambas sociedades existían antes de que el concepto de dualismo de Platón (la mente y el cuerpo están separados) entrara en aceptación. También en ambas culturas los restos arqueológicos suelen ser objetos, escritos e imágenes de varones de élite.  Ambas eran culturas fálicas, pero en la imaginería egipcia el pene es exagerado y los cuerpos masculinos perfectos son objeto de adoración femenina. En la cultura maya, las imágenes del pene también son exageradas, pero normalmente el falo está oculto, pero resaltado, y lo ofrece un hombre joven a la mirada de un hombre políticamente dominante. Las mujeres egipcias parecen estar sexualizadas, incluso cuando son niñas, lo que indica que no hay demarcación entre la niñez y la edad adulta, pero las mujeres mayas aparecen como seres no sexualizados y generalmente van cubiertas a menos que estén amamantando a un bebé. Por lo tanto, los estudios pueden dar una idea no sólo de cómo los mundos antiguos veían la sexualidad y los roles de género, sino  cómo los objetos que usaban podrían haber sido utilizados de manera diferente. Las prácticas espirituales también muestran que los conceptos de sexualidad y género eran diferentes en la Mesoamérica anterior a la conquista, ya que en toda la región las deidades, como los dioses mayas del maíz o de la luna, tenían atributos tanto masculinos como femeninos. 
Otro aspecto del trabajo de Joyce fue un estudio realizado con John Henderson, antropólogo de la Universidad de Cornell . Se examinaron rastros de cacao encontrados en fragmentos de cerámica hondureña y se descubrió que se había utilizado para producir cerveza. Inicialmente se fermentaba la vaina y se descartaban las semillas. En algún momento, los antiguos fabricantes de cerveza comenzaron a utilizar las semillas para hacer una bebida sin alcohol, que era una bebida de chocolate amargo.  Para confirmar sus hallazgos, Joyce y Henderson se pusieron en contacto con el arqueometrista Patrick McGovern y el químico chocolatero de Hershey Chocolate, Jeffrey Hurst, para analizar los residuos. Confirmaron la presencia de teobromina, una sustancia química que se encuentra en el cacao, pero poco común en otras plantas. La investigación conectó el sitio hondureño con los campos de cacao mayas que se encontraban a miles de kilómetros de distancia. Aunque hay evidencia clara de comercio,  al estudiar las civilizaciones en Honduras, Joyce descubrió que no tienen la misma desigualdad social que existía en el mundo maya. El poder institucionalizado no se afianzó y la evidencia apunta a ciudades más pequeñas conectadas entre sí en las que "las mujeres tenían tantas probabilidades como los hombres de haber ocupado puestos de poder". 

## Honores
- Premio Alfred Vincent Kidder 2022 de la Asociación Antropológica Estadounidense [8]
- Doctorado honoris causa, Universidad de Leiden en 2022

## Publicaciones Seleccionadas
Joyce, RA 2020, El futuro de los residuos nucleares: lo que el arte y la arqueología pueden decirnos sobre cómo proteger el material más peligroso del mundo, Oxford University Press.
Joyce, RA y SD Gillespie (eds.) 2015, Cosas en movimiento: itinerarios de objetos en la práctica antropológica, Escuela de Investigación Avanzada.
Hendon, JA, Joyce, RA y J Lopiparo 2014, Relaciones materiales: las figuras matrimoniales de la Honduras prehispánica , University Press of Colorado.
Joyce, RA 2008, Cuerpos antiguos, vidas antiguas: sexo, género y arqueología, Thames and Hudson.
Joyce, RA y LM Meskell 2003, Vidas encarnadas: Figurando la experiencia maya y egipcia antigua, Routledge.
Hendon, JA y RA Joyce (eds.) 2003, Arqueología mesoamericana: teoría y práctica, Wiley-Blackwell.
Joyce, RA 2002, Los lenguajes de la arqueología: diálogo, narrativa y escritura, Wiley-Blackwell.
Joyce, RA 2001, Género y poder en la Mesoamérica prehispánica, University of Texas Press.
Joyce, RA y SD Gillespie (eds.) 2000, Más allá del parentesco: reproducción social y material en sociedades domésticas, University of Pennsylvania Press.